# Мюллер, Мелани
Мелани Мюллер (нем. Melanie "Melli" Müller, род. 10 июня 1988, Ошац, Лейпциг) — немецкая телеведущая и певица.

## Ранние годы
Мелани Мюллер родилась в Ошаце. С 2005 по 2009 год она обучалась на ресторанного специалиста и бармена. В 2010 году была замечена фотографом Андреасом Коллом и начала работать эротической моделью.

## Карьера
В 2012 году у Мюллер была короткая карьера в порнографических фильмах под сценическим псевдонимом Скарлет Янг. В 2013 году она была участницей третьего сезона Der Bachelor, немецкой версии The Bachelor, где она стала финалисткой. В апреле 2013 года она выпустила песню «Ob Mann, ob Frau – ich nehm's nicht so genau». В июне 2013 года она приняла участие в телешоу Pool Champions. В том же месяце она появилась в сериале Taff Projekt Paradies: Promi-Heilfasten. Летом 2013 года она совершила мини-музыкальный тур по Мальорке.
В январе 2014 года Мюллер выиграла реалити-шоу RTL Ich bin ein Star - Holt mich hier raus! В апреле того же года она выпустила "Auf geht’s, Deutschland schießt ein Tor!" («Поехали, Германия забьёт!»), песню к чемпионату мира по футболу 2014 года.
С 2013 года она в основном поёт шлягеры.
Помимо своей карьеры в сфере развлечений, Мюллер занимается предпринимательством; она владеет двумя сайтами интернет-магазинов, Lustshoppen24 и Königsklasse, а в 2013 году открыла модный бутик в центре Лейпцига, который закрылся через несколько месяцев.